# Stenoheriades prionotus
Stenoheriades prionotus là một loài Hymenoptera trong họ Megachilidae. Loài này được Griswold mô tả khoa học năm 1994.